# 明道町ジャンクション
明道町ジャンクション（めいどうちょうジャンクション）とは、名古屋市西区那古野、新道、幅下にまたがる名古屋高速都心環状線と名古屋高速6号清須線が接続するジャンクションである。

## 概要
都心環状線が時計回り一方通行であるため、6号清須線から来た車は全て丸の内・東片端方面へ直通する。
JCT供用前のこの付近は「明道町カーブ」と呼ばれていた。

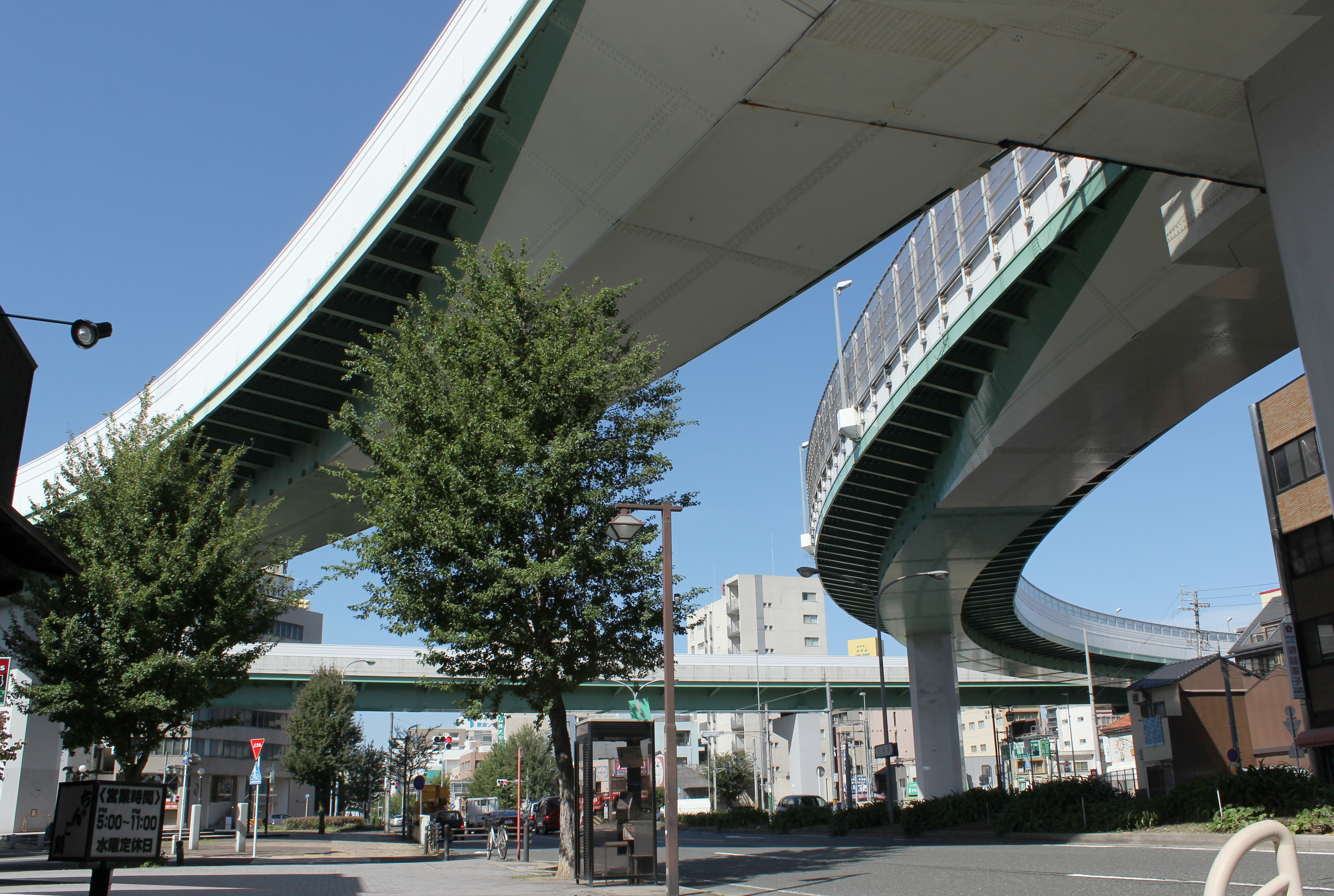
左右の直線道路が6号清須線、手前が都心環状線
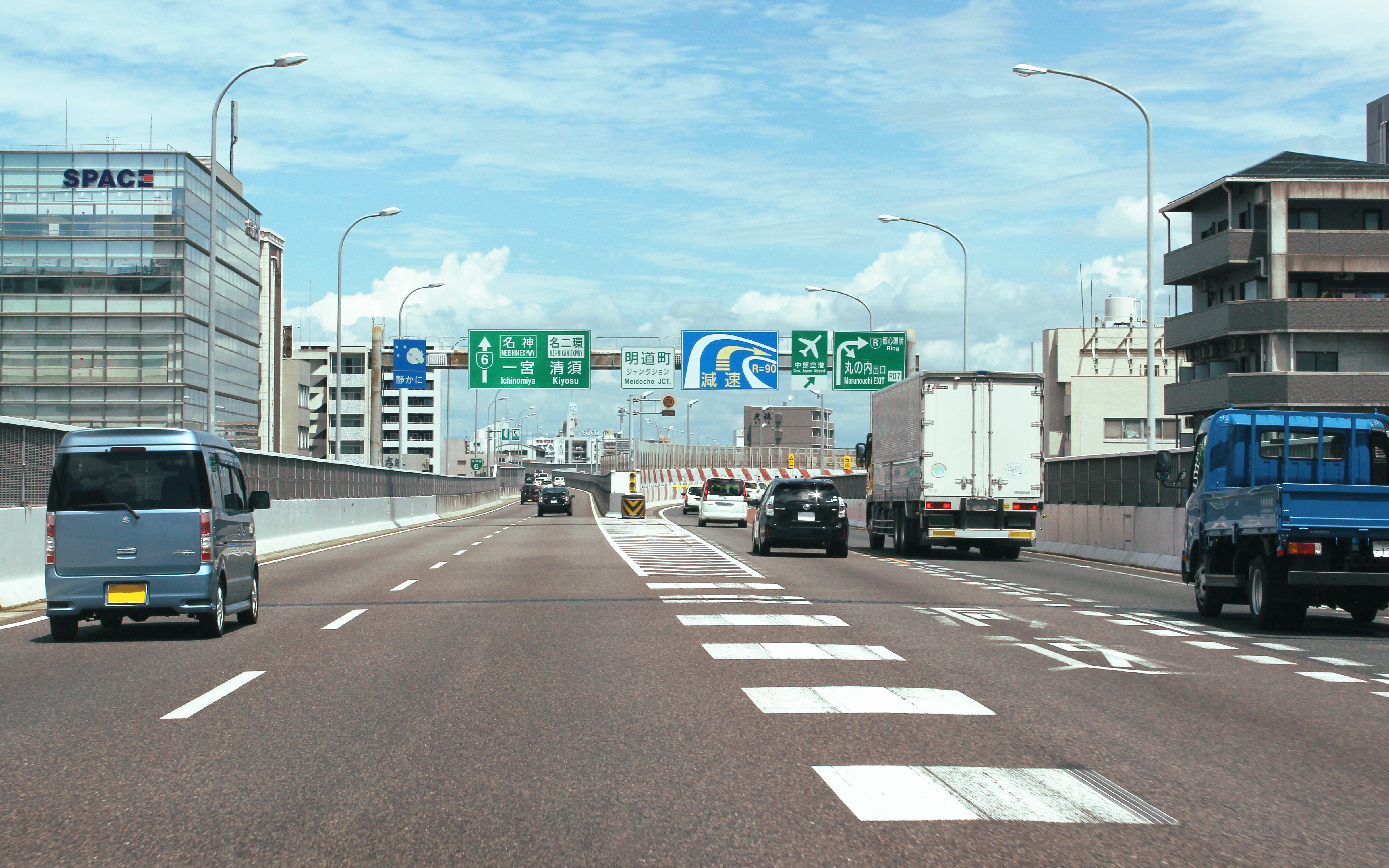
分岐点 左が6号清須線、右が都心環状線

## 歴史

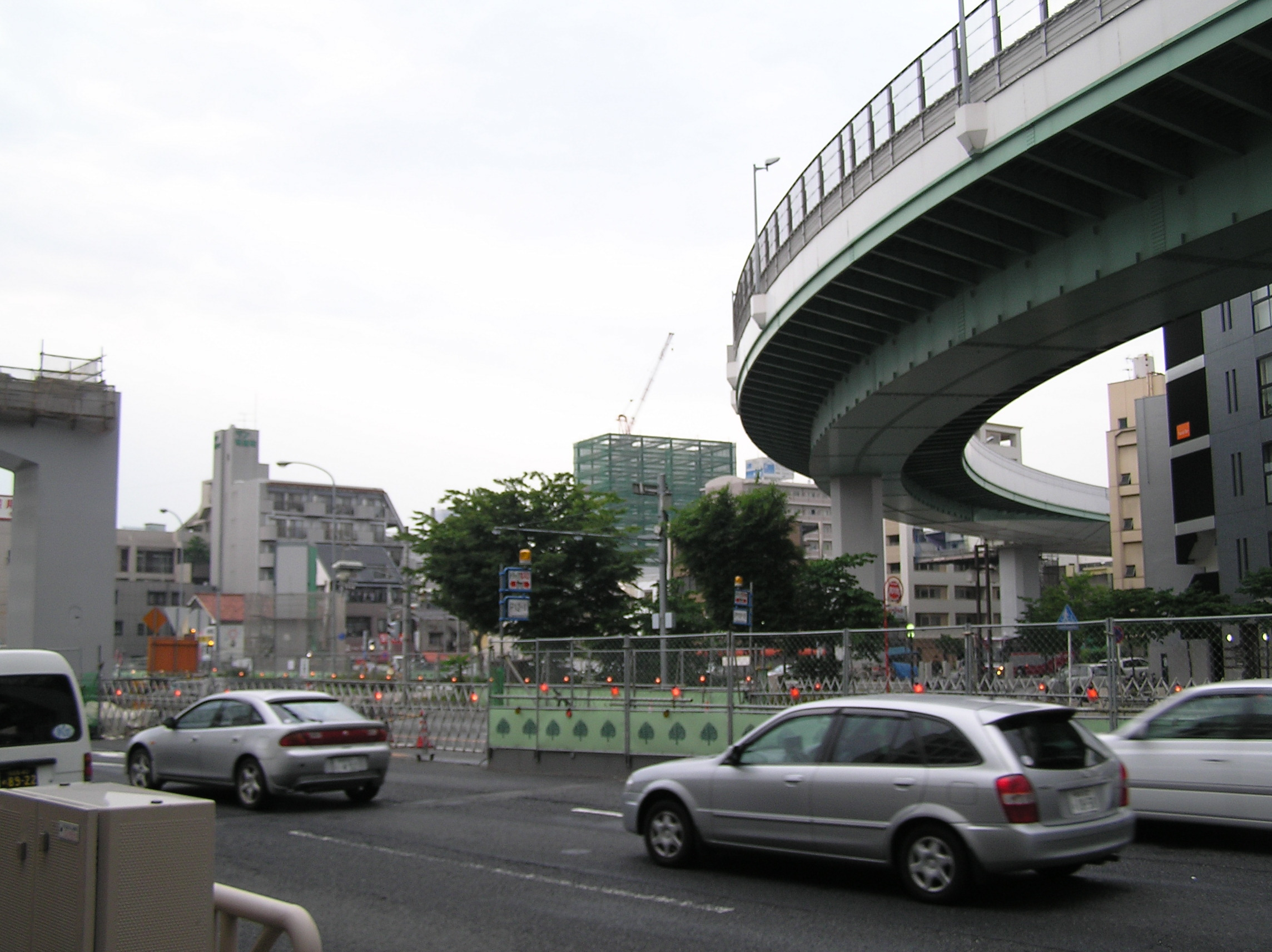
明道町カーブ（当時、2005年6月）

- 1994年（平成6年）9月12日 : 都心環状線名駅 - 丸の内出口 (1.7 km) 開通。ただし名駅入口は丸の内出口までの利用距離が短いため未供用[2]。
- 2007年（平成19年）12月9日 : 名古屋高速6号清須線開通によりジャンクションとして供用開始[6]。

## 隣
名古屋高速都心環状線
(R06) 名駅入口 - 明道町JCT - (R07) 丸の内出口
名古屋高速6号清須線
明道町JCT - (601,611) 明道町出入口